# Colorado
Pour les articles homonymes, voir Colorado (homonymie).
Le Colorado (en anglais : /kɑləˈɹædoʊ/ ,) est un État des montagnes de l'Ouest américain. Sa capitale est Denver, qui forme avec Aurora une métropole de 3 214 218 habitants, soit plus de la moitié de la population de l'État,. Le Colorado est surnommé l'« État du centenaire » (the Centennial State) car il a intégré l'Union en 1876, 100 ans après la déclaration d'indépendance des États-Unis. Avec 14,5 % d'augmentation entre 2010 et 2019, le Colorado fait partie des États connaissant la plus forte croissance démographique.
La totalité du territoire coloradien est situé au-dessus de 1 000 mètres d'altitude. La partie est de l'État est occupée par les Grandes Plaines tandis que la partie ouest voit s'élever les montagnes Rocheuses et le plateau du Colorado. Le mont Elbert, point culminant des montagnes Rocheuses, est situé dans l'État comme l'intégralité du parc national de Rocky Mountain et du parc national de Black Canyon of the Gunnison. Il abrite également les plus hautes dunes d'Amérique du Nord, protégées au sein du parc national et réserve des Great Sand Dunes.
Ses habitants sont appelés « Coloradiens » et « Coloradiennes ». Le sud-ouest de l'État comprend les réserves amérindiennes des Utes du Sud et des Utes des Montagnes ainsi que le parc national de Mesa Verde, vestige de la civilisation des Anasazis, inscrit au patrimoine mondial de l'Unesco. Le tourisme occupe une place importante dans l'économie coloradienne, notamment grâce aux stations de sport d'hiver d'Aspen, de Vail et de Beaver Creek. Le Colorado a accueilli à quatre reprises les championnats du monde de ski alpin.
Depuis une trentaine d'années, le Colorado est à l'avant-garde des politiques environnementales et de développement durable des États-Unis. Avec la Californie, l'Oregon et l'État de Washington, il constitue également l'un des États les plus démocrates de la moitié ouest du pays.

## Origine du nom
Le nom « colorado » signifie « rouge », en espagnol. Les premiers explorateurs espagnols donnent d'abord ce nom au fleuve Colorado, riche de boues de grès rouge, et le gouvernement américain nomme le « territoire du Colorado » en 1861. Le Colorado est aussi appelé Colorful Colorado en raison de ses paysages de montagnes, de rivières et de plaines.

## Histoire

### Tribus amérindiennes

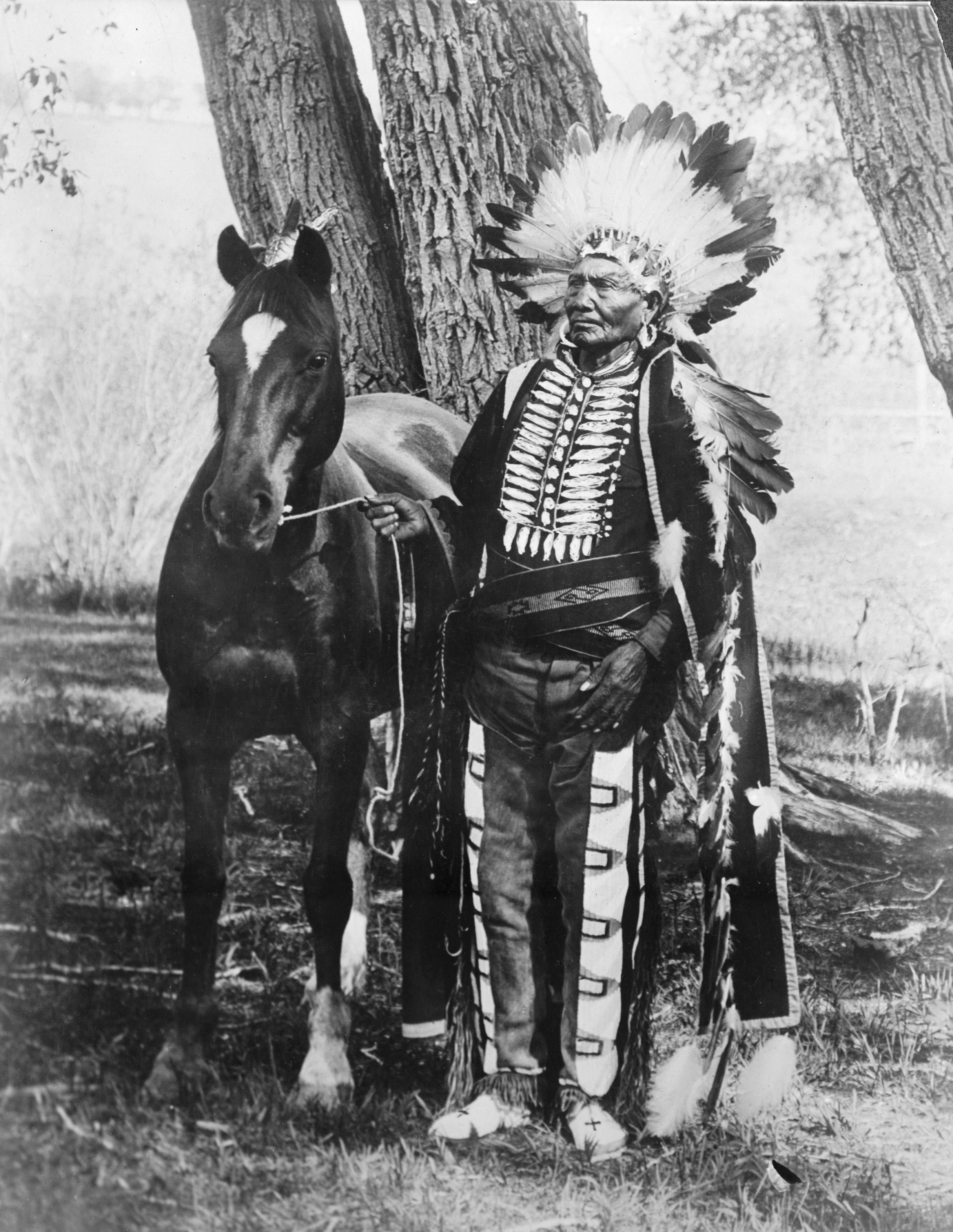
Le chef Ignacio du peuple Ute en 1904.

- Les Apaches furent présents dans les plaines orientales du Colorado au XVIIIe siècle. Ils laissèrent ensuite la place aux Arapahos et aux Cheyennes.
- Les Arapahos s'installèrent à la fin du XIXe siècle dans le Colorado. Ils furent chassés après la guerre du Colorado en 1865.
- Les Cheyennes furent contraints de partir dans les années 1860.
- Les Shoshones ont occupé les vallées du nord (Yampa par exemple).
- Les Utes sont installés depuis longtemps dans le Colorado. Ils combattirent à plusieurs reprises les Arapahos et les Cheyennes. Après les guerres contre les chercheurs d'or et d'argent, ils partirent pour l'Utah ; certains furent maintenus dans les réserves du sud-ouest de l'État.

### Chronologie
- 1803 : vente de la Louisiane aux États-Unis : une partie du Colorado (orientale) passe sous la souveraineté américaine.
- 1806-1807 : expédition de l'Américain Zebulon Pike.
- 1821 : indépendance du Mexique.
- 1848 : traité de Guadalupe Hidalgo : le Mexique cède tous ses territoires du nord (baptisés cession mexicaine) aux États-Unis.
- 1863–1865 : Guerre du Colorado entre les États-Unis et les Cheyennes. Un des événements particulièrement notoires de la guerre est le massacre de Sand Creek en novembre 1864. Des volontaires du Colorado dirigés par le colonel John Chivington attaquèrent de nuit le campement, tuant et blessant 450 hommes, femmes et enfants. Nombre de femmes furent également violées et les cadavres des hommes mutilés[8].
- 1876 : le Colorado devient le 38e État des États-Unis.
- 1893 : les femmes obtiennent le droit de vote après référendum.
- 1914 : Massacre de Ludlow, des dizaines de mineurs et membres de leurs familles sont tués par la garde nationale lors de l'attaque de leur campement pendant une grève.
- 1915 : création du parc national de Rocky Mountain.
- 1999 : Fusillade de Columbine
- 2012 : Fusillade d'Aurora
- 2021 : Fusillade de Boulder

### Exploration
À la fin du XVIe siècle, les Espagnols lancent à partir de la Nouvelle-Espagne (Mexique) des expéditions vers le territoire actuel du Colorado. Juan de Humana, Francisco Leiva Bonilla, Juan de Zaldivar, Don Juan de Onate et Juan de Archuleta explorent la région. Au début du XVIIe siècle, Juan de Ulibarri et Pedro de Villasur traversent l'État.
Après la vente de la Louisiane par la France, la moitié orientale du Colorado devient américaine. Il faut attendre la défaite du Mexique en 1848 pour voir le reste de l'État passer sous influence américaine. Alors que Lewis et Clark ont reconnu le nord des montagnes Rocheuses, leur partie méridionale est explorée par le capitaine américain Zebulon Pike au début du XIXe siècle. Mais il faut attendre les années 1850 pour que les premiers établissements permanents deviennent significatifs.

### Exploitation des ressources

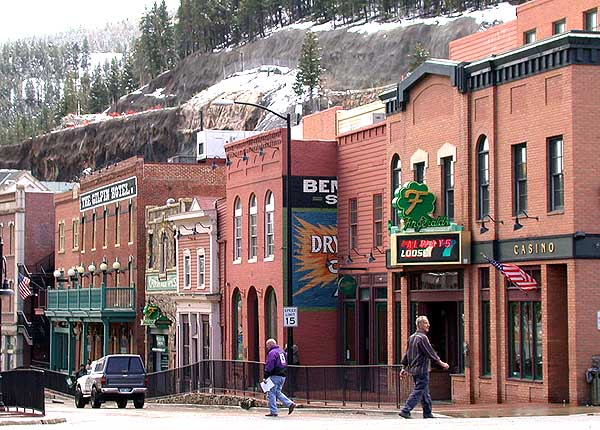
Photo prise à Black Hawk, ville minière, montrant ses bâtiments caractéristiques du XIXe siècle.

Le territoire actuel du Colorado fut exploré et exploité avant sa création par les Français, les Espagnols et les Américains. Ces aventuriers venaient chercher principalement des fourrures dans les établissements installés le long de l'Arkansas et de la South Platte, comme Fort Pueblo, Fort St. Vrain ou Bent's Fort. Avec la ruée vers l'or de 1859 et l'argent (1879-1893), un grand nombre de colons vint peupler la région de Denver. D'anciennes villes minières furent par la suite abandonnées et devinrent des villes fantômes. D'autres se sont reconverties ou ont prospéré grâce à d'autres activités : Aspen (station de ski), Telluride et Cripple Creek.
En janvier 2014, le Colorado devient le premier État américain à permettre la vente contrôlée de cannabis. Une étude du Marijuana Policy Group publiée en décembre 2016 fait état de ressources fiscales nouvelles de 120 millions de dollars et 18 000 emplois créées.

## Géographie

Carte géographique de Colorado.

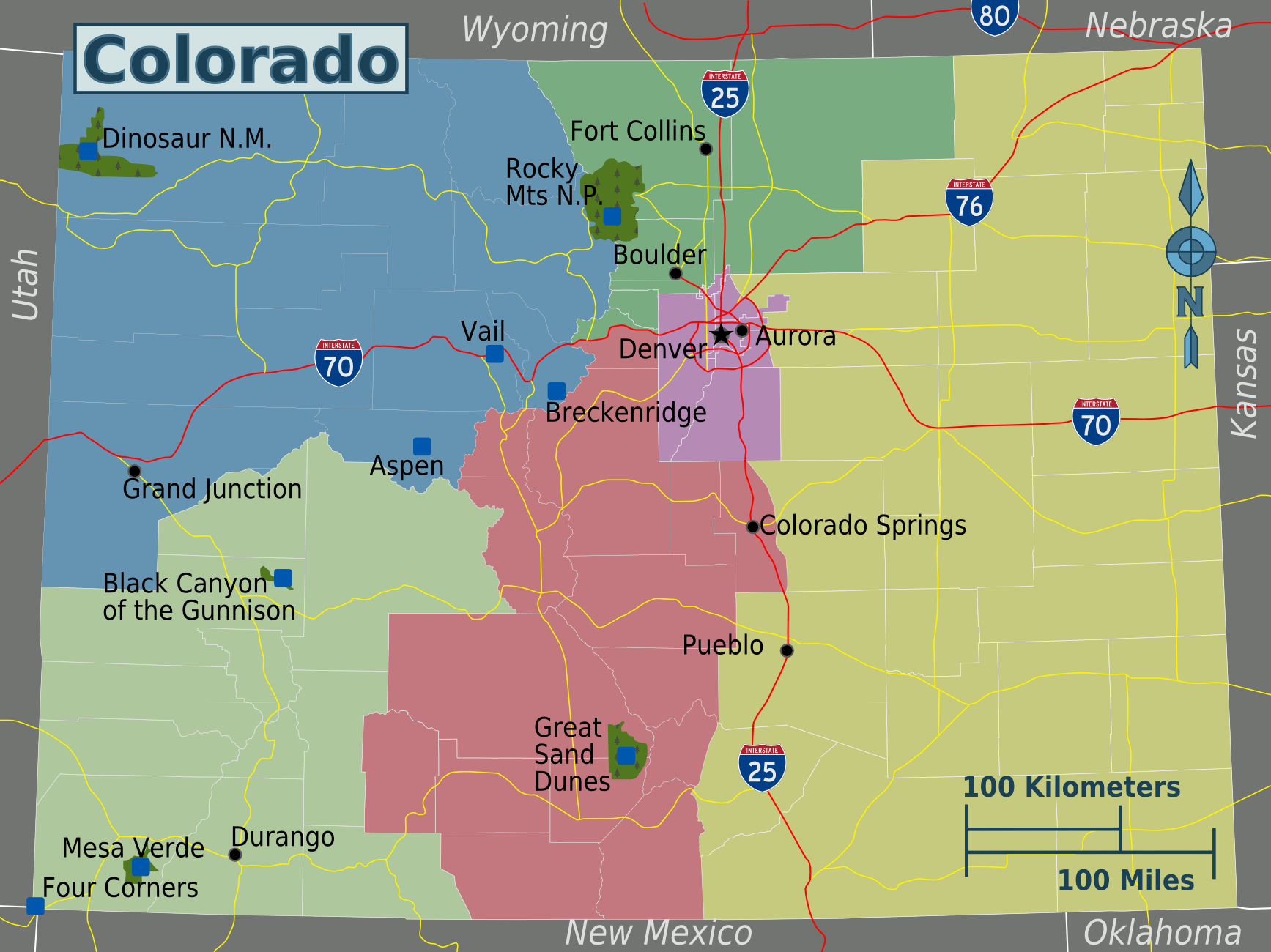
Carte régionale du Colorado.

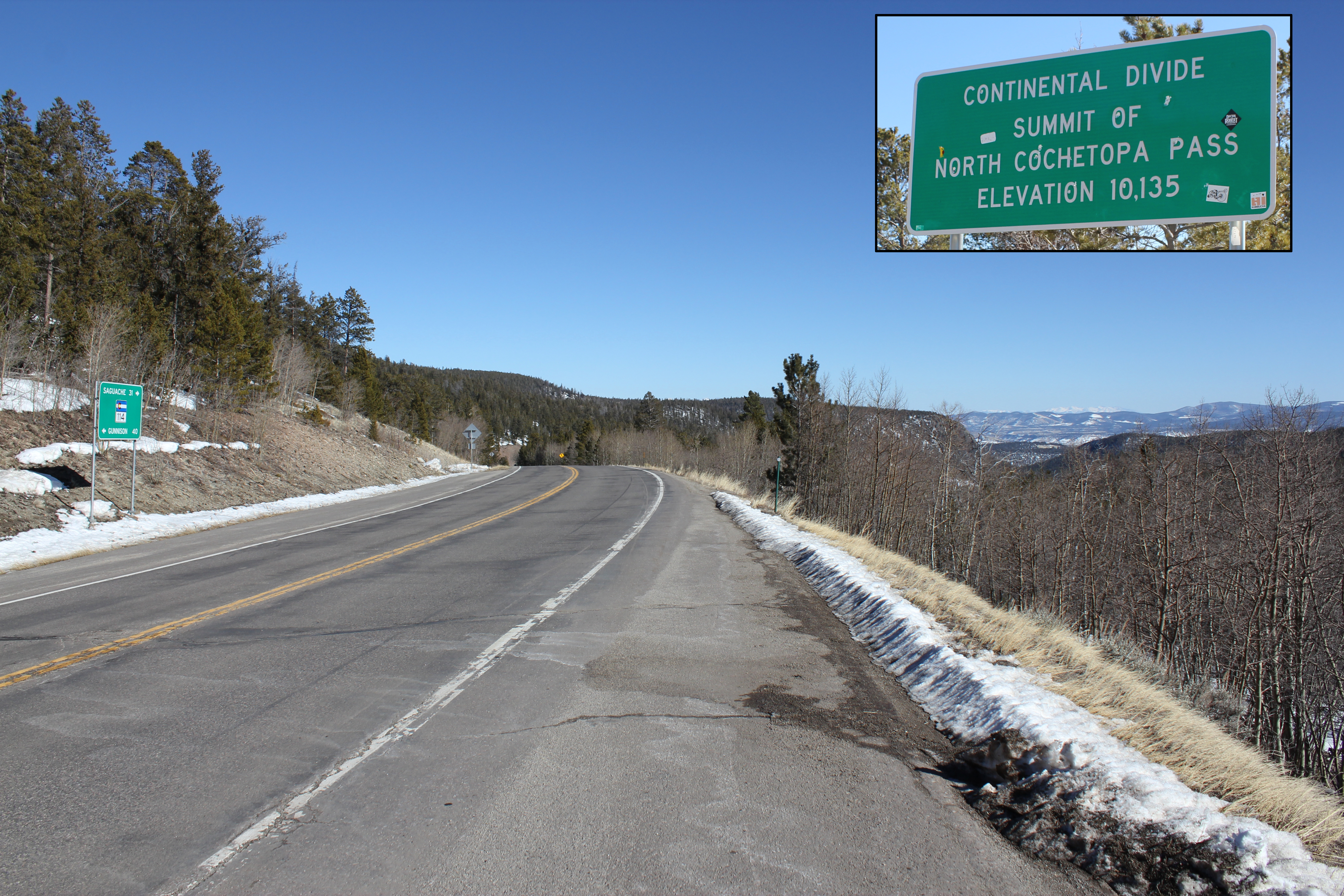
North Pass, comté de Saguache, sur la ligne continentale de partage des eaux en février 2016.

Le Colorado est un État du centre des États-Unis, d'une superficie de 269 620 km2 et peuplé de 5 029 196 habitants (2010). Il est bordé au nord par le Wyoming, au nord-est par le Nebraska, à l'est par le Kansas, au sud par l'Oklahoma et le Nouveau-Mexique, et à l'ouest par l'Utah.
La capitale du Colorado est Denver, dont l'agglomération concentre la moitié des habitants de l'État.
Le Colorado est le seul État américain qui se trouve entièrement au-dessus de 1 000 mètres. Son point le plus bas est 1 010 m, dans la rivière Arikaree.

### Frontières
Tout comme ses voisins le Wyoming et l'Utah, le Colorado est délimité selon la loi par des lignes rectilignes et s'apparente ainsi à un rectangle géosphérique ou un trapézoïde isocèle (la frontière nord est plus courte que la frontière sud d'environ 35 km). En raison de l'absence d'outils de précision à l'époque, tels que les satellites, le traçage des frontières de l'État n'a pas reproduit rigoureusement les lignes rectilignes indiquées par la loi : de fait, celles-ci comportent ainsi 697 côtés.

### Relief
L'organisation du relief d'est en ouest :
- Les Grandes Plaines (Colorado Eastern Plains (en)), entre 1 000 et 2 000 mètres d'altitude
- Montagnes Rocheuses :
  - Front Range

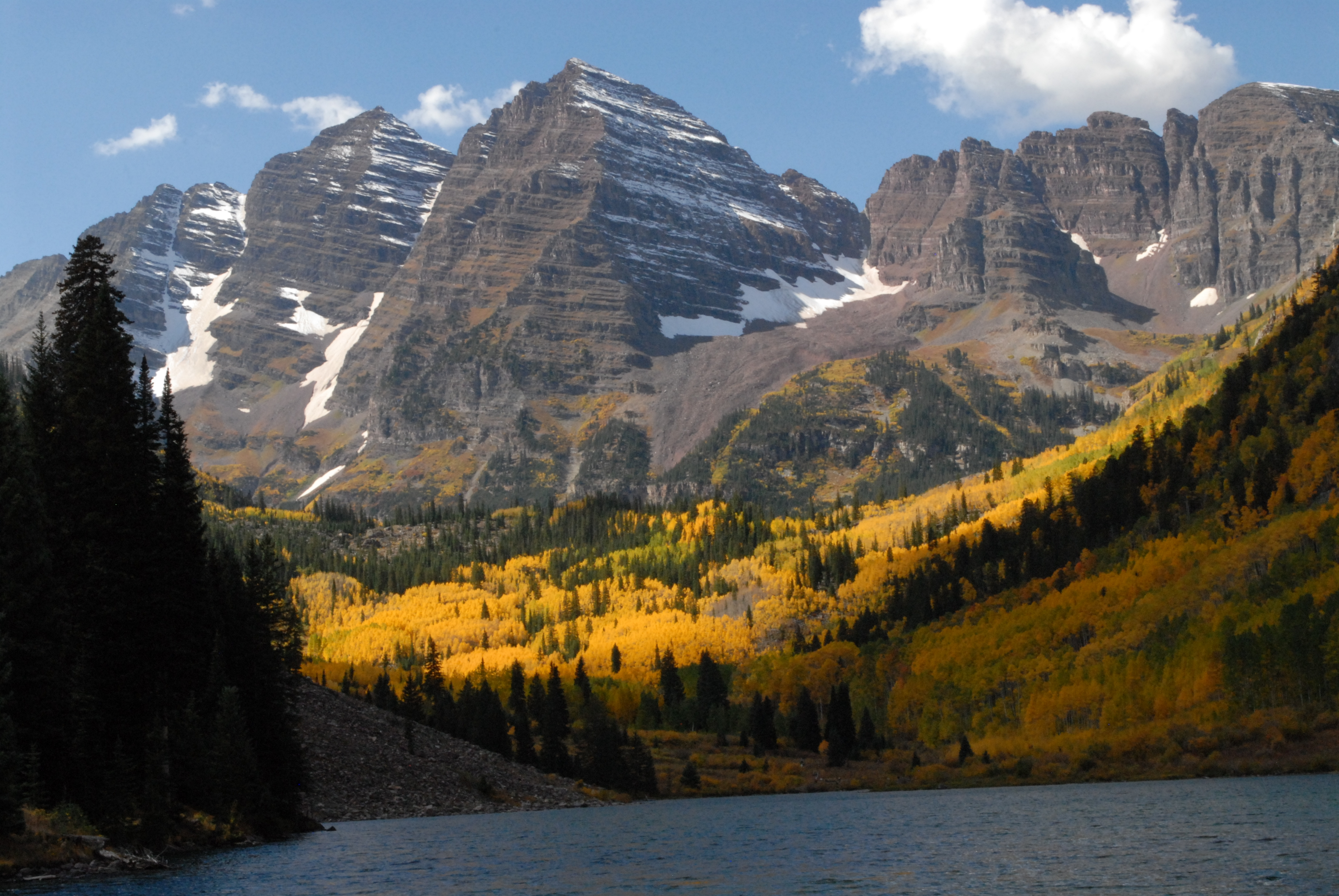
Elk Mountains près d'Aspen.

  - Ligne continentale de partage des eaux
  - Western Slope
  - Monts San Juan au sud-ouest de l'État
- Plateau du Colorado
- Bassin aride

### Principaux sommets

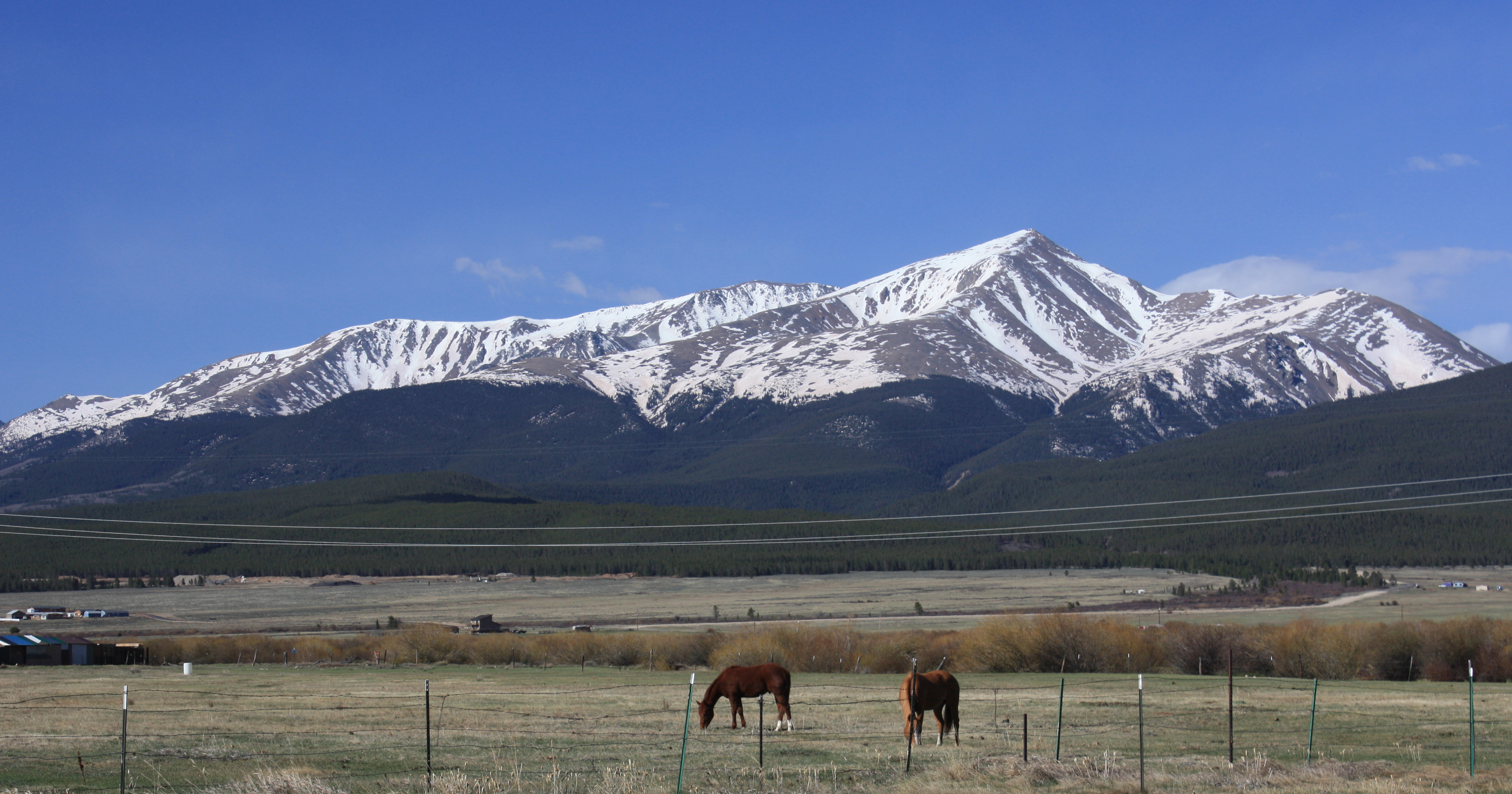
Mont Elbert.

L'État du Colorado compte 52 sommets de plus de 4 270 mètres (appelés les « 14ers » en référence à leur hauteur de plus de 14 000 pieds) 
- Mont Elbert, 4 401 mètres
- Mont Harvard, 4 395 mètres
- Mont Massive, 4 395 mètres
- Pic Blanca, 4 386 mètres
- Pic Uncompahgre, 4 360 mètres
- Mont Evans, 4 347 mètres
- Pic Longs, 4 345 mètres
- Pic Pikes, 4 301 mètres
- Pic Culebra, 4 279 mètres
- Spanish Peaks

### Principaux cours d'eau
- Colorado
- Río Grande
- Arkansas, affluent du Mississippi

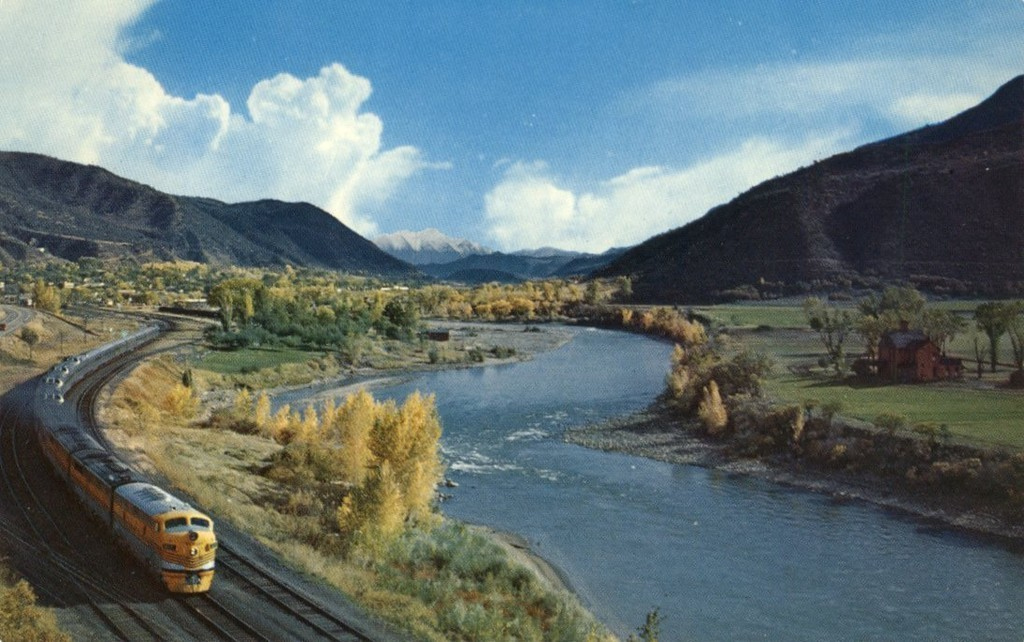
Le fleuve Colorado près de State Bridge dans le centre-ouest de l'État.

- South Platte et North Platte, branches de la Platte, affluent du Mississippi

## Subdivisions administratives

### Comtés
L'État du Colorado est divisé en 64 comtés.

### Agglomérations

#### Aires métropolitaines et micropolitaines
Le Bureau de la gestion et du budget a défini sept aires métropolitaines et dix aires micropolitaines dans l'État du Colorado.
| Zone urbaine               | Population (2010) | Population (2013) | Variation (2010-2013) | Rang national (2013) |
| -------------------------- | ----------------- | ----------------- | --------------------- | -------------------- |
| Denver-Aurora-Lakewood, CO | 2 543 482         | 2 697 476         | 6,1 %                 | 21                   |
| Colorado Springs, CO       | 645 613           | 678 319           | 5,1 %                 | 79                   |
| Fort Collins, CO           | 299 630           | 315 988           | 5,5 %                 | 155                  |
| Boulder, CO                | 294 567           | 310 048           | 5,3 %                 | 160                  |
| Greeley, CO                | 252 825           | 269 785           | 6,7 %                 | 173                  |
| Pueblo, CO                 | 159 063           | 161 451           | 1,5 %                 | 251                  |
| Grand Junction, CO         | 146 723           | 147 554           | 0,6 %                 | 279                  |

| Zone urbaine          | Population (2010) | Population (2013) | Variation (2010-2013) | Rang national (2013) |
| --------------------- | ----------------- | ----------------- | --------------------- | -------------------- |
| Glenwood Springs, CO  | 73 537            | 74 681            | 1,6 %                 | 86                   |
| Durango, CO           | 51 334            | 53 284            | 3,8 %                 | 184                  |
| Edwards, CO           | 52 197            | 52 460            | 0,5 %                 | 193                  |
| Cañon City, CO        | 46 824            | 46 451            | -0,8 %                | 241                  |
| Montrose, CO          | 41 276            | 40 713            | -1,4 %                | 304                  |
| Breckenridge, CO      | 27 994            | 28 649            | 2,3 %                 | 436                  |
| Fort Morgan, CO       | 28 159            | 28 404            | 0,9 %                 | 440                  |
| Steamboat Springs, CO | 23 509            | 23 513            | 0,0 %                 | 483                  |
| Sterling, CO          | 22 709            | 22 450            | -1,1 %                | 494                  |
| Craig, CO             | 13 795            | 13 103            | -5,0 %                | 536                  |

En 2010, 93,9 % des Coloradiens résidaient dans une zone à caractère urbain, dont 86,3 % dans une aire métropolitaine et 7,6 % dans une aire micropolitaine. L'aire métropolitaine de Denver-Aurora-Lakewood regroupait à elle seule 50,6 % de la population de l'État.

#### Aires métropolitaines combinées
Le Bureau de la gestion et du budget a également défini quatre aires métropolitaines combinées dans ou en partie dans l'État du Colorado.
| Zone urbaine                 | Population (2010) | Population (2013) | Variation (2010-2013) | Rang national (2013) |
| ---------------------------- | ----------------- | ----------------- | --------------------- | -------------------- |
| Denver-Aurora, CO            | 3 090 874         | 3 277 309         | 6,0 %                 | 16                   |
| Pueblo-Cañon City, CO        | 205 887           | 207 902           | 1,0 %                 | 135                  |
| Edwards-Glenwood Springs, CO | 125 734           | 127 141           | 1,1 %                 | 152                  |
| Steamboat Springs-Craig, CO  | 37 304            | 36 616            | -1,8 %                | 167                  |

### Municipalités

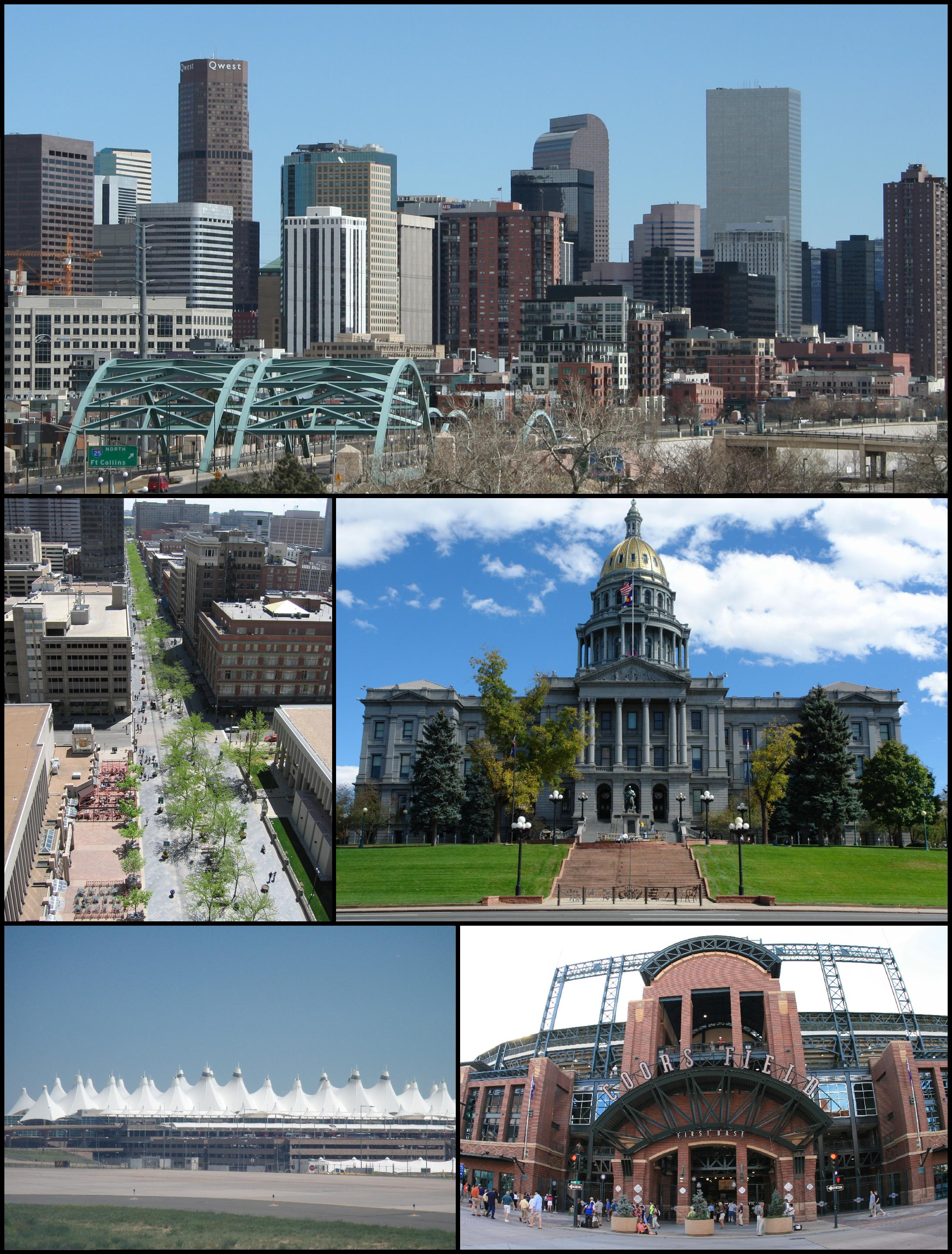
Denver, la capitale du Colorado.

L'État du Colorado compte 271 municipalités, dont 20 de plus de 40 000 habitants.
| Rang | Municipalité     | Comté                        | Population (2010) | Population (2013) | Variation (2010-2013) |
| ---- | ---------------- | ---------------------------- | ----------------- | ----------------- | --------------------- |
| 1    | Denver           | Denver                       | 600 158           | 649 495           | 8,2 %                 |
| 2    | Colorado Springs | El Paso                      | 416 427           | 439 886           | 5,6 %                 |
| 3    | Aurora           | Arapahoe, Adams, Douglas     | 325 078           | 345 803           | 6,4 %                 |
| 4    | Fort Collins     | Larimer                      | 143 986           | 152 061           | 5,6 %                 |
| 5    | Lakewood         | Jefferson                    | 142 980           | 147 214           | 3,0 %                 |
| 6    | Thornton         | Adams, Weld                  | 118 772           | 127 359           | 7,2 %                 |
| 7    | Arvada           | Jefferson, Adams             | 106 433           | 111 707           | 5,0 %                 |
| 8    | Westminster      | Adams, Jefferson             | 106 114           | 110 945           | 4,6 %                 |
| 9    | Pueblo           | Pueblo                       | 106 595           | 108 249           | 1,6 %                 |
| 10   | Centennial       | Arapahoe                     | 100 377           | 106 114           | 5,7 %                 |
| 11   | Boulder          | Boulder                      | 97 385            | 103 166           | 5,9 %                 |
| 12   | Greeley          | Weld                         | 92 889            | 96 539            | 3,9 %                 |
| 13   | Longmont         | Boulder, Weld                | 86 270            | 89 919            | 4,2 %                 |
| 14   | Loveland         | Larimer                      | 66 859            | 71 334            | 6,7 %                 |
| 15   | Grand Junction   | Mesa                         | 58 566            | 59 778            | 2,1 %                 |
| 16   | Broomfield       | Broomfield                   | 55 889            | 59 471            | 6,4 %                 |
| 17   | Castle Rock      | Douglas                      | 48 231            | 53 063            | 10,0 %                |
| 18   | Commerce City    | Adams                        | 45 913            | 49 799            | 8,5 %                 |
| 19   | Parker           | Douglas                      | 45 297            | 48 608            | 7,3 %                 |
| 20   | Littleton        | Arapahoe, Jefferson, Douglas | 41 737            | 44 275            | 6,1 %                 |

Les municipalités de Denver et de Colorado Springs étaient respectivement les 22e et 41e municipalités les plus peuplées des États-Unis en 2013.

## Démographie

### Population
| 1860   | 1870   | 1880    | 1890    | 1900    | 1910    |
| ------ | ------ | ------- | ------- | ------- | ------- |
| 34 277 | 39 864 | 194 327 | 413 249 | 539 700 | 799 024 |

| 1920    | 1930      | 1940      | 1950      | 1960      | 1970      |
| ------- | --------- | --------- | --------- | --------- | --------- |
| 939 629 | 1 035 791 | 1 123 296 | 1 325 089 | 1 753 947 | 2 207 259 |

| 1980      | 1990      | 2000      | 2010      | 2020      | - |
| --------- | --------- | --------- | --------- | --------- | - |
| 2 889 964 | 3 294 394 | 4 301 262 | 5 029 196 | 5 773 714 | - |

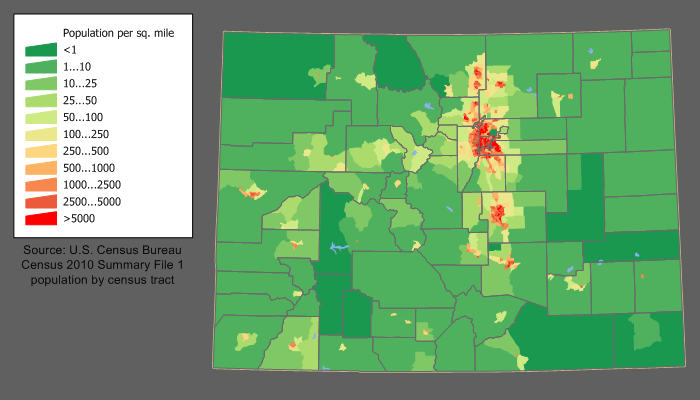
Densités de population en 2010 (en mille carré).

Le Bureau du recensement des États-Unis estime la population du Colorado à 5 758 736 habitants au 1er juillet 2019, soit une hausse de 14,51 % depuis le recensement des États-Unis de 2010 qui tablait la population à 5 029 196 habitants. Depuis 2010, l'État connaît la 4e croissance démographique la plus soutenue des États-Unis après le Dakota du Nord (7,6 %), le Texas (5,2 %) et l'Utah (5,0 %).
Selon des projections démographiques publiées par l’AARP, le Colorado devrait atteindre une population de 7 458 334 habitants en 2060 si les tendances démographiques actuelles se poursuivent, soit une hausse de 47,7 % par rapport à 2010.
Avec 5 029 196 habitants en 2010, le Colorado était le 22e État le plus peuplé des États-Unis. Sa population comptait pour 1,63 % de la population du pays. Le centre démographique de l'État était localisé dans le centre du comté de Jefferson.
Avec 18,74 hab./km2 en 2010, le Colorado était le 37e État le plus dense des États-Unis.
Le taux d'urbains était de 86,2 % et celui de ruraux de 13,8 %.
En 2010, le taux de natalité s'élevait à 13,2 ‰ (12,6 ‰ en 2012) et le taux de mortalité à 6,3 ‰ (6,4 ‰ en 2012). L'indice de fécondité était de 1,92 enfant par femme (1,83 en 2012). Le taux de mortalité infantile s'élevait à 5,9 ‰ (4,6 ‰ en 2012). La population était composée de 24,37 % de personnes de moins de 18 ans, 9,70 % de personnes entre 18 et 24 ans, 28,35 % de personnes entre 25 et 44 ans, 26,65 % de personnes entre 45 et 64 ans et 10,93 % de personnes de 65 ans et plus. L'âge médian était de 36,1 ans.
Entre 2010 et 2013, l'accroissement de la population (+ 239 171) était le résultat d'une part d'un solde naturel positif (+ 107 466) avec un excédent des naissances (213 310) sur les décès (105 844), et d'autre part d'un solde migratoire positif (+ 127 485) avec un excédent des flux migratoires internationaux (+ 27 533) et un excédent des flux migratoires intérieurs (+ 99 952).
Selon des estimations de 2013, 90,5 % des Coloradiens étaient nés dans un État fédéré, dont 43,4 % dans l'État du Colorado et 45,7 % dans un autre État (16,6 % dans le Midwest, 12,6 % dans l'Ouest, 10,4 % dans le Sud, 6,2 % dans le Nord-Est), 1,4 % étaient nés dans un territoire non incorporé ou à l'étranger avec au moins un parent américain et 9,5 % étaient nés à l'étranger de parents étrangers (53,4 % en Amérique latine, 22,7 % en Asie, 14,2 % en Europe, 5,8 % en Afrique, 3,3 % en Amérique du Nord, 0,6 % en Océanie). Parmi ces derniers, 39,5 % étaient naturalisés américain et 60,5 % étaient étrangers,.
Selon des estimations de 2012 effectuées par le Pew Hispanic Center, l'État comptait 180 000 immigrés illégaux, soit 3,5 % de la population.

### Composition ethno-raciale et origines ancestrales
Selon le recensement des États-Unis de 2010, la population était composée de 81,31 % — 4 089 202 personnes — de Blancs, 4,01 % — 201 737 personnes — de Noirs, 3,43 % — 172 456 personnes — de Métis, 2,76 % — 139 028 personnes — d'Asiatiques (0,50 % de Chinois), 1,11 % — 56 010 personnes — d'Amérindiens, 0,13 % — 6 623 personnes — d'Océaniens et 7,24 % — 364 140 personnes — de personnes n'entrant dans aucune de ces catégories.
Les Métis se décomposaient entre ceux revendiquant deux races (3,16 %), principalement blanche et autre (0,77 %), blanche et amérindienne (0,70 %), blanche et asiatique (0,65 %) et blanche et noire (0,57 %), et ceux revendiquant trois races ou plus (0,27 %).
Les non-hispaniques représentaient 79,35 % — 3 990 509 personnes — de la population avec 70,01 % — 3 520 793 personnes — de Blancs, 3,75 % — 188 778 personnes — de Noirs, 2,70 % — 135 564 personnes — d'Asiatiques, 2,01 % — 100 847 personnes — de Métis, 0,62 % — 31 244 personnes — d'Amérindiens, 0,11 % — 5 661 personnes — d'Océaniens et 0,15 % — 7 622 personnes — de personnes n'entrant dans aucune de ces catégories, tandis que les Hispaniques comptaient pour 20,65 % — 1 038 687 personnes — de la population, principalement des personnes originaires du Mexique (15,06 %), d'Espagne (0,83 %) et de Porto Rico (0,46 %).
En 2010, l'État du Colorado avait la 7e plus forte proportion d'Hispaniques des États-Unis.
L'État comptait également le 8e plus grand nombre d'Hispaniques des États-Unis.
|                                         | 1940  | 1950  | 1960  | 1970  | 1980  | 1990  | 2000  | 2010  |
| --------------------------------------- | ----- | ----- | ----- | ----- | ----- | ----- | ----- | ----- |
| Blancs                                  | 98,50 | 97,85 | 96,96 | 95,70 | 88,98 | 88,19 | 82,77 | 81,31 |
| ———Non hispaniques                      |       |       |       |       | 82,72 | 80,71 | 74,46 | 70,01 |
| Noirs                                   | 1,08  | 1,52  | 2,28  | 3,01  | 3,52  | 4,04  | 3,84  | 4,01  |
| ———Non hispaniques                      |       |       |       |       |       | 3,89  | 3,68  | 3,75  |
| Asiatiques (et Océaniens jusqu'en 1980) | 0,29  | 0,47  | 0,47  | 0,52  | 1,04  | 1,73  | 2,21  | 2,76  |
| ———Non hispaniques                      |       |       |       |       |       |       | 2,17  | 2,70  |
| Amérindiens                             | 0,12  | 0,12  | 0,24  | 0,40  | 0,63  | 0,84  | 1,03  | 1,11  |
| ———Non hispaniques                      |       |       |       |       |       | 0,67  | 0,67  | 0,62  |
| Autres                                  |       | 0,03  | 0,05  | 0,37  | 5,84  | 5,19  | 10,15 | 10,81 |
| ———Non hispaniques                      |       |       |       |       |       |       | 1,92  | 2,27  |
| Hispaniques (toutes races confondues)   |       |       |       |       | 11,76 | 12,88 | 17,10 | 20,65 |

En 2013, le Bureau du recensement des États-Unis estime la part des non hispaniques à 79,0 %, dont 69,1 % de Blancs, 3,7 % de Noirs, 2,8 % d'Asiatiques et 2,4 % de Métis, et celle des Hispaniques à 21,0 %.
Le Colorado connaît depuis la fin de la Seconde Guerre mondiale une baisse continue de la part de la population blanche non hispanique au sein de la population totale, marquée fortement depuis le début des années 1990 en raison notamment d'une immigration importante en provenance du Mexique et de l'Asie, d’un âge médian plus élevé (40,3 ans) que les autres populations (26,5 ans pour les Hispaniques, 32,0 ans pour les Noirs, 34,2 ans pour les Asiatiques), d'une natalité plus faible (10,4 ‰ en 2010) que les autres populations (21,3 ‰ pour les Hispaniques, 13,6 ‰ pour les Noirs, 10,8 ‰ pour les Asiatiques) et d'une augmentation substantielle des unions mixtes.
En 2010, les Blancs non hispaniques ne représentaient plus que 55,5 % des enfants de moins de 5 ans (32,8 % pour les Hispaniques, 4,4 % pour les Métis, 4,0 % pour les Noirs et 2,5 % pour les Asiatiques) et 55,1 % des enfants de moins de 1 an (33,2 % pour les Hispaniques, 4,7 % pour les Métis, 3,8 % pour les Noirs et 2,2 % pour les Asiatiques).
Selon des projections démographiques publiées par l’AARP, les Blancs non hispaniques constitueront 55,0 % de la population de l’État en 2060 si les tendances démographiques actuelles se poursuivent.
En 2000, les Coloradiens s'identifiaient principalement comme étant d'origine allemande (22,1 %), irlandaise (12,2 %), anglaise (12,0 %), mexicaine (10,5 %), américaine (5,2 %), italienne (4,7 %) et française (3,3 %).
L'État avait les 10e plus fortes proportions de personnes d'origine basque et écossaise.
L'État abrite la 15e communauté juive des États-Unis. Selon le North American Jewish Data Bank, l'État comptait 91 920 Juifs en 2013 (26 475 en 1971), soit 1,8 % de la population. Ils se concentraient principalement dans les agglomérations de Denver-Aurora-Lakewood (71 000) et de Boulder (12 000). Ils constituaient une part significative de la population dans les comtés de Denver (4,8 %), Pitkin (4,4 %), Arapahoe (4,3 %), Boulder (4,1 %) et Broomfield (2,5 %).
L'État abrite également la 19e communauté arabe des États-Unis. Selon des estimations du Bureau du recensement des États-Unis, l'État comptait 19 740 Arabes en 2013, soit 0,4 % de la population, principalement des Libanais (7 211).
L'État abrite enfin la 19e communauté amish des États-Unis. Selon le Young Center for Anabaptist and Pietist Studies, l'État comptait 675 Amish en 2013 (0 en 1992) répartis dans 3 implantations.
L'État abritait en 2013 une population noire assez bigarrée, composée principalement de descendants d'esclaves déportés sur le sol américain entre le début du XVIIe siècle et le début du XIXe siècle (70,9 %) mais aussi d’Africains subsahariens (18,2 %), d’Hispaniques (5,9 %) et de Caribéens non hispaniques (5,0 %).
Le Bureau du recensement des États-Unis estimait le nombre d'Africains subsahariens à 38 124, soit 0,7 % de la population, principalement des Éthiopiens (9 900).
Le nombre de Caribéens non hispaniques était quant à lui estimé à 10 435, soit 0,2 % de la population, principalement des Jamaïcains (6 347) et des Trinidadiens (1 385).
Les Hispaniques étaient principalement originaires du Mexique (72,9 %) et d'Espagne (4,0 %). Composée à 54,7 % de Blancs, 6,9 % de Métis, 2,4 % d'Amérindiens, 1,2 % de Noirs, 0,3 % d'Asiatiques, 0,1 % d'Océaniens et 34,3 % de personnes n'entrant dans aucune de ces catégories, la population hispanique représentait 44,2 % des Amérindiens, 41,5 % des Métis, 14,5 % des Océaniens, 13,9 % des Blancs, 6,4 % des Noirs, 2,5 % des Asiatiques et 97,9 % des personnes n'entrant dans aucune de ces catégories.
L'État avait la 2e plus forte proportion de personnes originaires d'Espagne (0,83 %), la 6e plus forte proportion de personnes originaires du Mexique (15,06 %) et la 10e plus forte proportion de personnes originaires du Pérou (0,12 %).
L'État comptait également les 5e plus grands nombres de personnes originaires du Mexique (757 181) et d'Espagne (41 960).
Les Asiatiques s'identifiaient principalement comme étant Chinois (18,1 %), Viêts (15,0 %), Coréens (14,7 %), Indiens (14,7 %), Philippins (10,4 %) et Japonais (8,0 %).
L'État avait la 6e plus forte proportion de Japonais (0,22 %).
L'État comptait également le 6e plus grand nombre de Hmongs (3 611) et le 10e plus grand nombre de Japonais (11 097).
Les Amérindiens s'identifiaient principalement comme étant Navajos (10,8 %), Cherokees (6,9 %), Sioux (6,1 %), Amérindiens du Mexique (4,8 %), Apaches (4,6 %) et Utes (4,5 %).
Les Océaniens s'identifiaient principalement comme étant Chamorros (26,9 %), Hawaïens (26,9 %), Samoans (16,5 %) et Tongiens (4,0 %).
Les Métis se décomposaient entre ceux revendiquant deux races (92,2 %), principalement blanche et autre (22,5 %), blanche et amérindienne (20,3 %), blanche et asiatique (19,0 %) et blanche et noire (16,8 %), et ceux revendiquant trois races ou plus (7,8 %).

### Langues
L'anglais est la langue officielle de l'État depuis 1988. Selon des estimations de 2013, 83,3 % des Coloradiens âgés de plus de 5 ans parlaient anglais à la maison contre 16,7 % une autre langue, dont 11,7 % espagnol ou un créole espagnol, 2,3 % une autre langue indo-européenne (0,5 % allemand, 0,4 % russe, 0,4 français ou un créole français), 2,0 % une langue asiatique ou océanienne (0,4 % chinois, 0,4 % vietnamien, 0,3 % coréen, 0,2 % japonais) et 0,7 % une autre langue (0,2 % arabe),.

### Religions
| Religion                    | Colorado | États-Unis |
| --------------------------- | -------- | ---------- |
| Protestantisme évangélique  | 26       | 25,4       |
| Non affiliés                | 20       | 15,8       |
| Catholicisme                | 16       | 20,8       |
| Protestantisme traditionnel | 15       | 14,7       |
| Agnosticisme                | 5        | 4,0        |
| Athéisme                    | 4        | 3,1        |
| Mormons                     | 2        | 1,6        |
| Églises afro-américaines    | 2        | 6,5        |
| Autres                      | 10       | 8,1        |

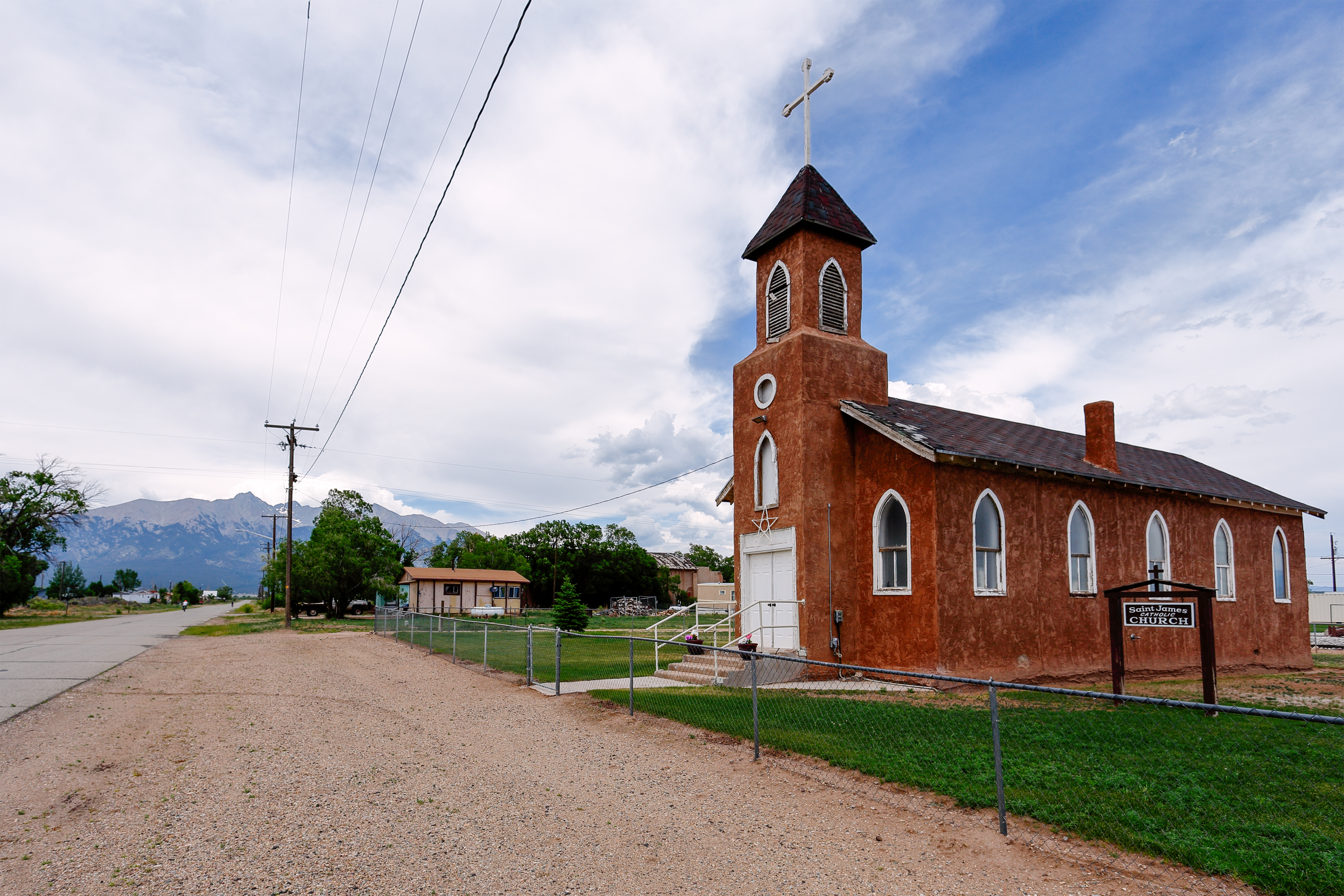
L'église catholique Saint James située à Blanca.

Selon l'United States Conference of Catholics Bishops (USCCB), les catholiques représentaient 14,6 % de la population en 2008.
Selon des estimations effectuées par le docteur en Géographie John R. Weeks de l'université d'État de San Diego, l'État comptait 0,6 % de Musulmans en 2000.
Selon l'institut de sondage The Gallup Organization, en 2015, 34 % des habitants du Colorado se considèrent comme « très religieux » (40 % au niveau national), 27 % comme « modérément religieux » (29 % au niveau national) et 39 % comme « non religieux » (31 % au niveau national).

## Réserves indiennes
Le Gouvernement fédéral a défini deux réserves indiennes dans ou en partie dans l'État du Colorado.
| Réserve indienne                                                        | Population (2010) | Superficie totale (km2) | Superficie terrestre (km2) | Superficie des eaux (km2) | Densité (hab./km2) | Amérindiens (2010) | Tribu(s) principale(s)          |
| ----------------------------------------------------------------------- | ----------------- | ----------------------- | -------------------------- | ------------------------- | ------------------ | ------------------ | ------------------------------- |
| Southern Ute Reservation (en), CO.                                      | 12 153            | 2 754,21                | 2 742,07                   | 12,14                     | 4,4                | 1 388              | Utes (49,1 %), Navajos (11,3 %) |
| Ute Mountain Reservation and Off-Reservation Trust Land (en), CO-NM-UT. | 1 500 (1 742)     | 2 333,51                | 2 332,91                   | 0,60                      | 0,7                | 1 430 (1 652)      | Utes (61,7 %), Navajos (13,4 %) |

En 2010, 13 653 Coloradiens résidaient dans une réserve indienne, soit 0,3 % de la population de l'État.
La réserve indienne de Southern Ute (12 153 habitants) était la 14e réserve la plus peuplée des États-Unis en 2010.

## Tourisme et loisirs

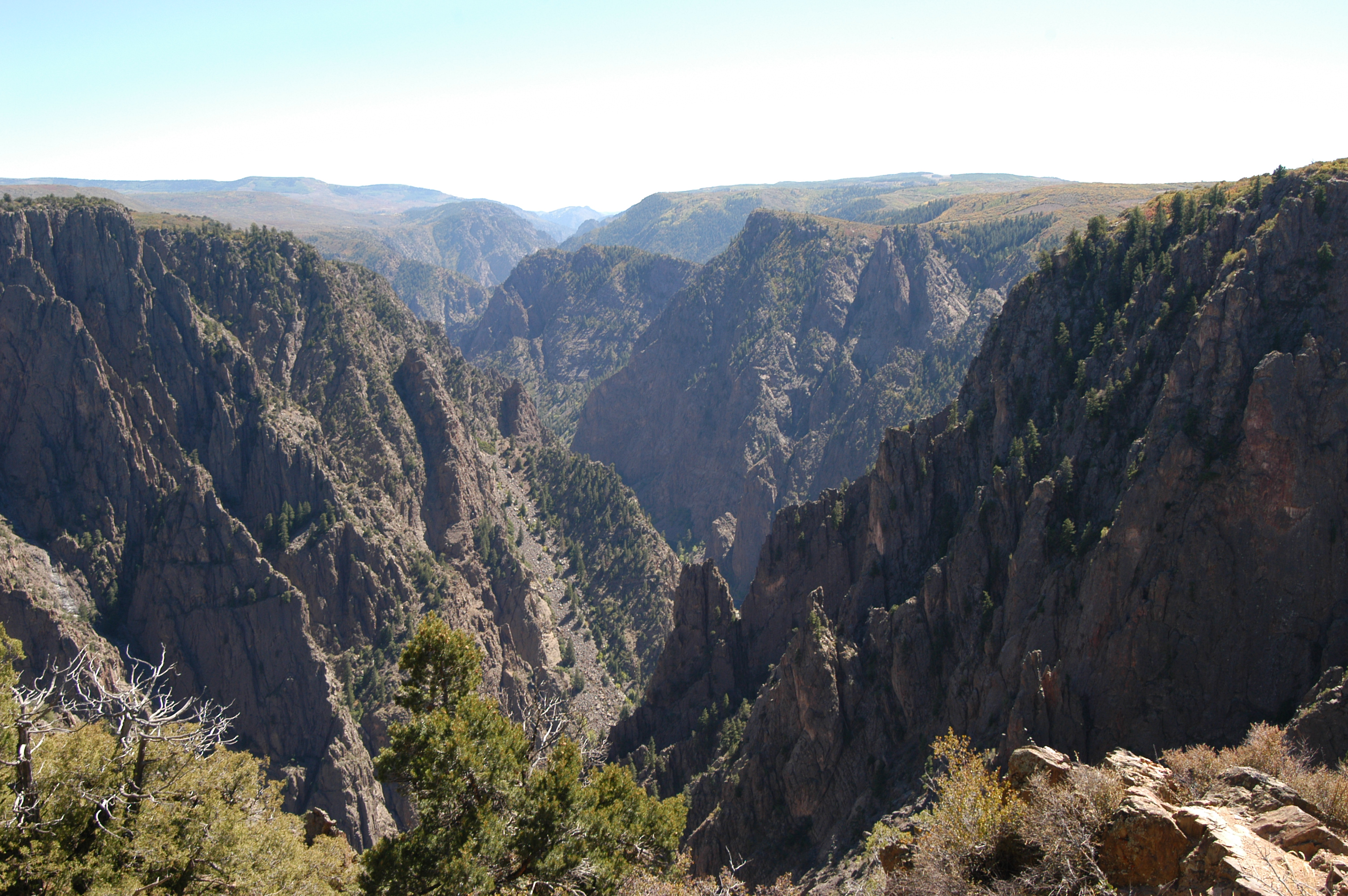
Black Canyon of the Gunnison.

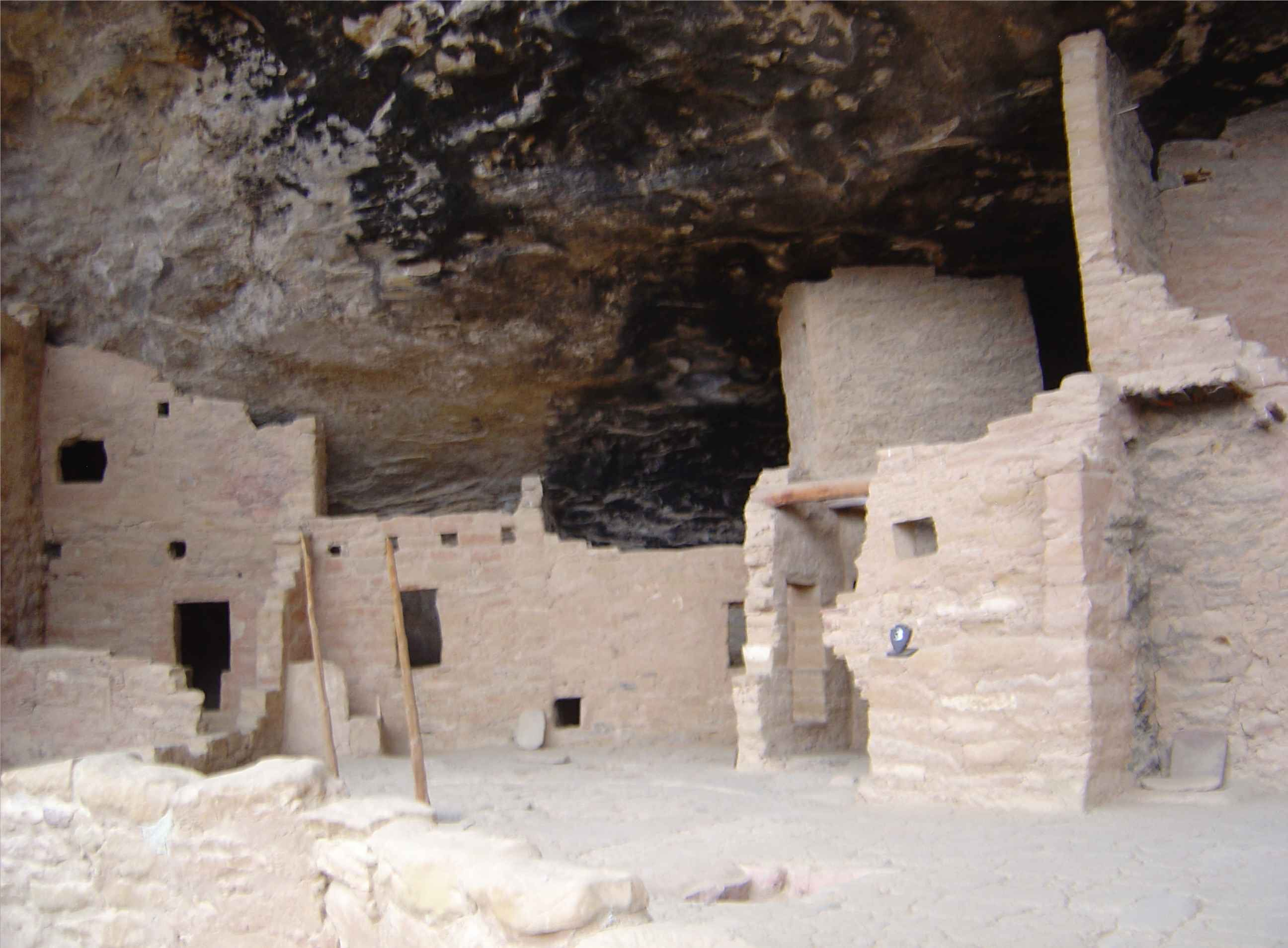
Mesa Verde.

### Parcs naturels nationaux
Pour un article plus général, voir Liste des parcs nationaux des États-Unis.
- Parc national de Black Canyon of the Gunnison
- Parc national de Mesa Verde
- Parc national de Rocky Mountain
- Parc national et réserve des Great Sand Dunes

### Monuments nationaux
Pour un article plus général, voir Monument national américain.
- Colorado National Monument
- Dinosaur National Monument
- Florissant Fossil Beds National Monument
- Hovenweep National Monument

### Forêts nationales
- Forêt nationale d'Arapaho
- Forêt nationale de Grand Mesa
- Forêt nationale de Gunnison
- Forêt nationale de Pike
- Forêt nationale de Rio Grande
- Forêt nationale de Roosevelt
- Routt National Forest
- Forêt nationale de San Isabel
- Forêt nationale de San Juan
- Forêt nationale d'Uncompahgre
- Forêt nationale de White River

### Wilderness areas
- Flat Top Wilderness Area
- Great Sand Dunes National Monument and Wilderness Area
- Hunter-Fryingpan Wilderness Area
- La Garita Wilderness Area
- Maroon Bells Snowmass Wilderness Area
- Mesa Verde Wilderness
- Mount Zirkel Wilderness Area
- Rawah Wilderness Area
- Sangre de Cristo Wilderness Area
- Weminuche Wilderness Area
- West Elk Wilderness Area

## Politique
| Gouvernement du Colorado | Gouvernement du Colorado | Gouvernement du Colorado | Gouvernement du Colorado | Gouvernement du Colorado | Gouvernement du Colorado | Gouvernement du Colorado | Gouvernement du Colorado | Gouvernement du Colorado | Gouvernement du Colorado | Législature d'État        | Législature d'État | Congrès fédéral           | Congrès fédéral |
| Gouverneur               | Gouverneur               | Lieutenant-gouverneur    | Lieutenant-gouverneur    | Secrétaire d'État        | Secrétaire d'État        | Procureur général        | Procureur général        | Trésorier                | Trésorier                | Chambre des représentants | Sénat              | Chambre des représentants | Sénat           |
| ------------------------ | ------------------------ | ------------------------ | ------------------------ | ------------------------ | ------------------------ | ------------------------ | ------------------------ | ------------------------ | ------------------------ | ------------------------- | ------------------ | ------------------------- | --------------- |
|                          | Jared Polis (D)          |                          | Dianne Primavera (D)     |                          | Jena Griswold (en) (D)   |                          | Phil Weiser (en) (D)     |                          | Dave Young (en) (D)      | D : 41 R : 24             | D : 19 R : 16      | D : 4 R : 3               | D : 1 R : 1     |

Le Colorado est un État plutôt modéré, de tradition républicaine mais actuellement[Quand ?] de plus en plus démocrate. Cette évolution s'explique notamment par l'augmentation de la population hispanique et l'arrivée de jeunes diplômés travaillant dans les nouvelles technologies et originaires de la côte ouest.

### Géographique électorale
Les bastions démocrates du Colorado sont principalement Denver et la ville universitaire de Boulder. Les banlieues sud de Denver, aisées, et la région de Colorado Springs, évangélique, sont des bastions du Parti républicain. Le reste de l'État, rural, est également favorable aux républicains, à l'exception des villes de sports d'hiver et des régions majoritairement hispaniques du sud de l'État.

### Politique nationale

#### Élections présidentielles: un bastion républicain devenu démocrate
| Année | Républicain | Républicain | Démocrate | Démocrate |
| Année | %           | Voix        | %         | Voix      |
| ----- | ----------- | ----------- | --------- | --------- |
| 1988  | 53,06       | 728 177     | 45,28     | 621 453   |
| 1992  | 35,87       | 562 850     | 40,13     | 629 681   |
| 1996  | 45,80       | 691 848     | 44,43     | 671 152   |
| 2000  | 50,75       | 883 745     | 42,39     | 738 227   |
| 2004  | 51,69       | 1 101 255   | 47,02     | 1 001 732 |
| 2008  | 44,71       | 1 073 584   | 53,66     | 1 288 568 |
| 2012  | 46,12       | 1 185 050   | 51,49     | 1 322 998 |
| 2016  | 43,25       | 1 202 484   | 48,16     | 1 338 870 |
| 2020  | 41,90       | 1 364 607   | 55,40     | 1 804 352 |
| 2024  | 43,17       | 1 377 608   | 54,16     | 1 727 603 |

Historiquement, l'État penchait plutôt vers les républicains lors des élections présidentielles. Le démocrate Franklin Delano Roosevelt remporte cependant l'État en 1932 et 1936, mais y est battu en 1940 et 1944.
Par la suite, seuls les démocrates Harry S. Truman (en 1948) et Lyndon B. Johnson (en 1964) décrochent la victoire dans l'État avec la majorité absolue des suffrages. En 1992, Bill Clinton arrive en tête des candidats avec 40,13 % des suffrages contre 35,87 % à George Bush et 23,32 % au candidat populiste Ross Perot. L'État reviendra sous le giron républicain quatre ans plus tard, votant pour Bob Dole en 1996 puis pour le futur président George W. Bush en 2000.
En 2004, le président Bush y recueillera 51,69 % des voix contre 47,02 % au démocrate John Kerry.
Lors de l'élection présidentielle de 2008, le candidat démocrate Barack Obama remporte cet État avec 52,6 % des voix contre le républicain John McCain (45,8 %). Il réitère sa performance dans l'État en 2012, en remportant 51,49 % des voix contre le républicain Mitt Romney (46,13 %)
En 2016, la démocrate Hillary Clinton remporte le Colorado avec 48,2 % des voix face à 43,3 % des voix pour le républicain, Donald Trump. Ce dernier, qui finira par être élu au niveau national, perdra à nouveau l'État en 2020 face au démocrate et ancien vice-président Joe Biden, qui remportera 55,40 % des suffrages exprimés. Cette élection solidifia le Colorado en tant que nouveau bastion démocrate, à la faveur d'évolutions démographiques qui rendirent l'État plus jeune et cosmopolite.

#### Représentation fédérale
Lors de la 115e législature du Congrès (2017-2019), le Colorado est représenté à la Chambre des représentants par quatre républicains et trois démocrates, ainsi que par le démocrate Michael Bennet et le républicain Cory Gardner au Sénat

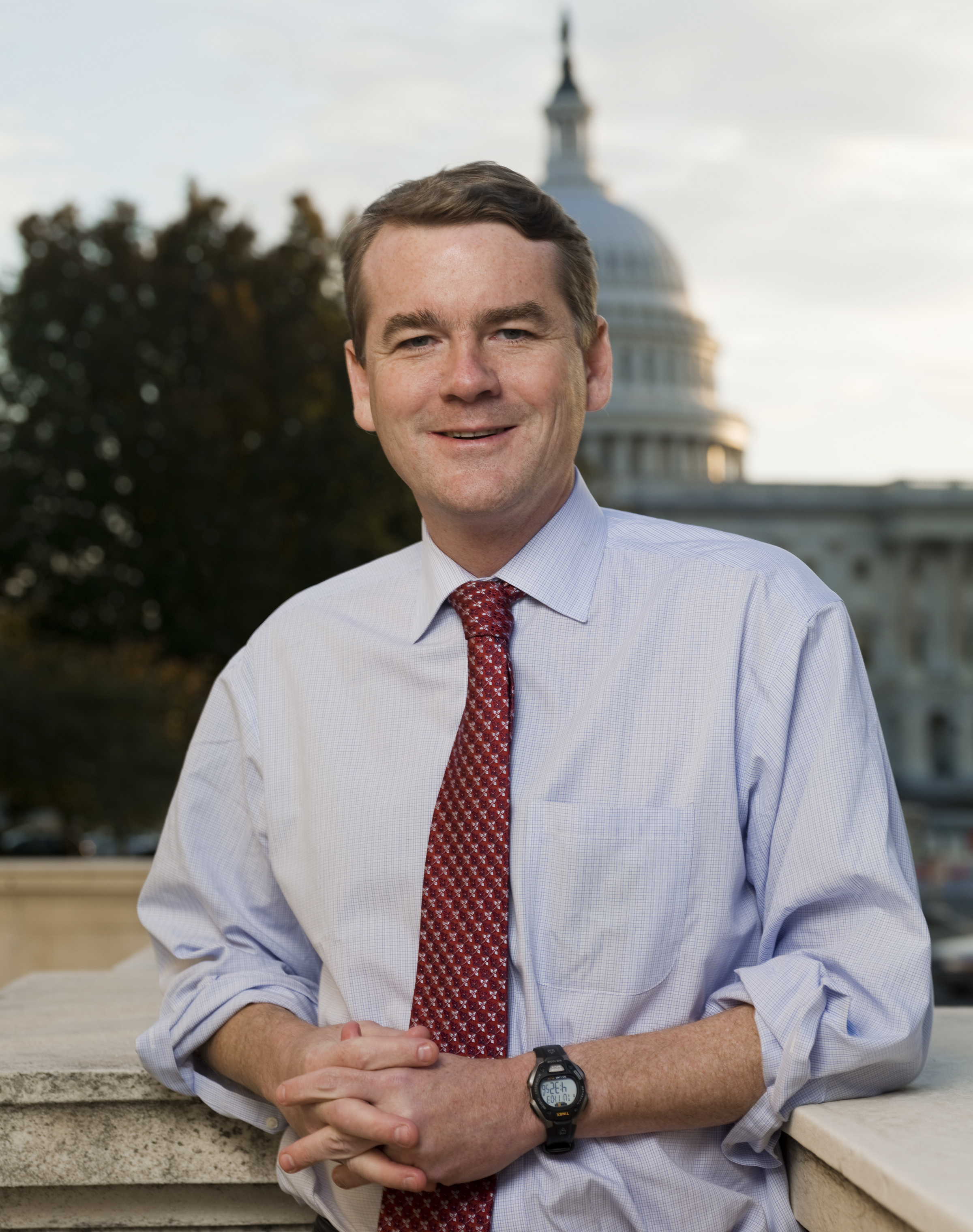
Michael Bennet, sénateur depuis 2009.
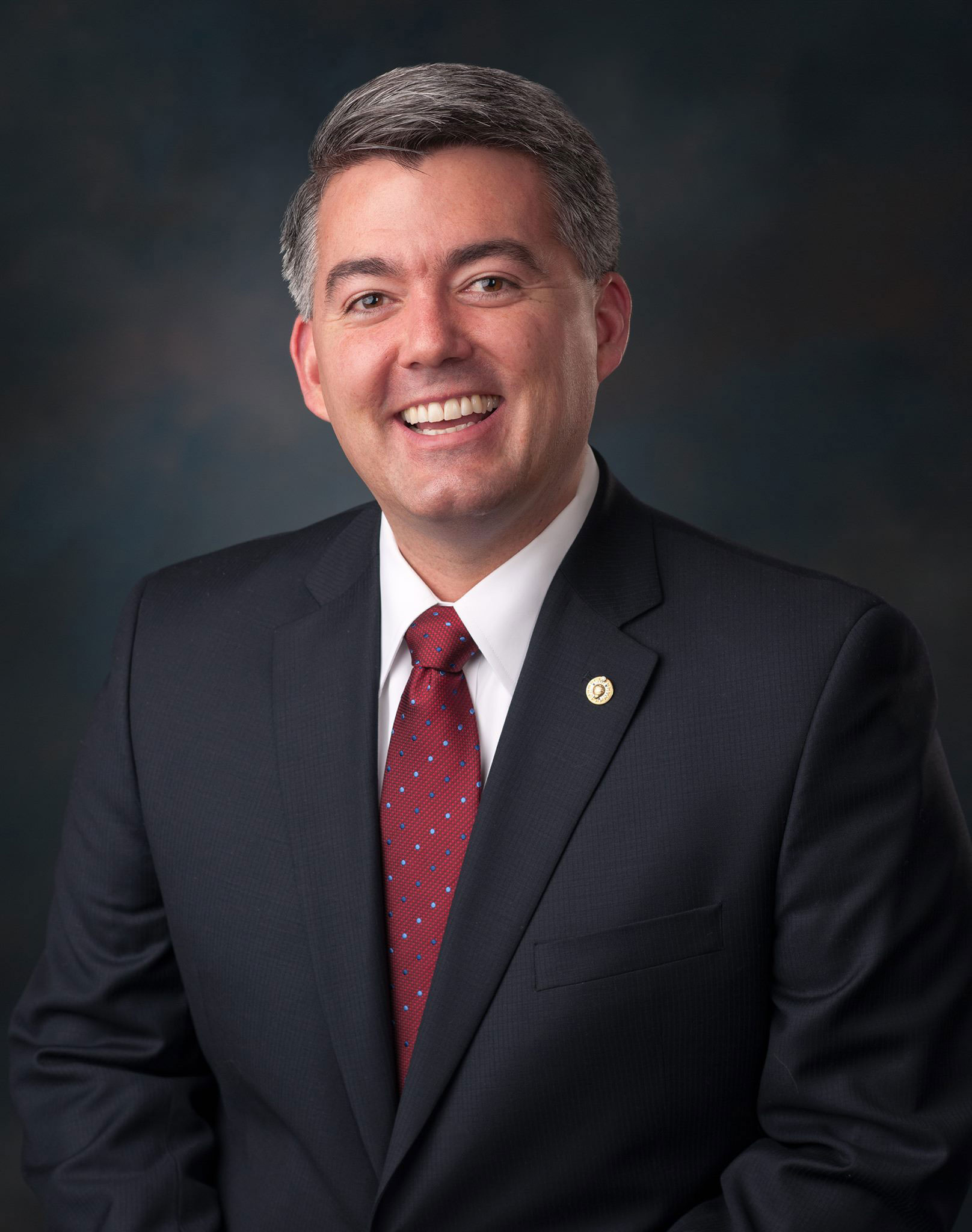
Cory Gardner, sénateur depuis 2015.

### Politique locale
Depuis le 9 janvier 2011, le gouverneur du Colorado est le démocrate John Hickenlooper. Il succède à un autre démocrate, Bill Ritter, gouverneur de 2007 à 2011, lui-même successeur du républicain Bill Owens, gouverneur de 1999 à 2007.
Lors de la session 2017-2019, l'Assemblée générale du Colorado dite législature est composée d'une Chambre des représentants de 65 membres, dominée par 34 élus démocrates, et d'un Sénat, composé de 35 membres, dont 18 sénateurs républicains et 17 démocrates.
En 2006, par 56 % des suffrages, les électeurs votent par référendum une loi interdisant le mariage homosexuel. En 2015, la Cour suprême des États-Unis le légalise cependant au niveau fédéral.
Le 6 novembre 2012, le Colorado est un des premiers États américains à se prononcer pour la légalisation du cannabis à titre récréatif et sa distribution contrôlée.
Le pouvoir judiciaire du Colorado est composé des tribunaux suivants :
- Cour suprême du Colorado (en)
- Cour d'appel du Colorado (en)
- Tribunaux de district
- Les tribunaux de comté
- Les tribunaux de l'eau

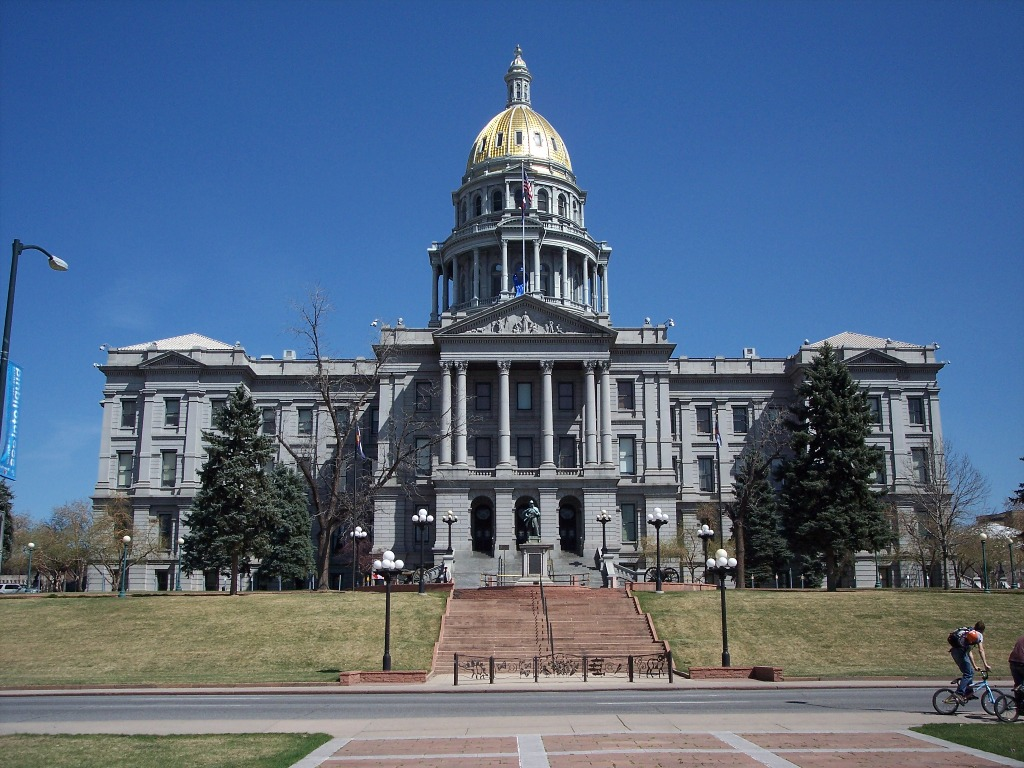
Le capitole du Colorado, dont le dôme est couvert d'or.
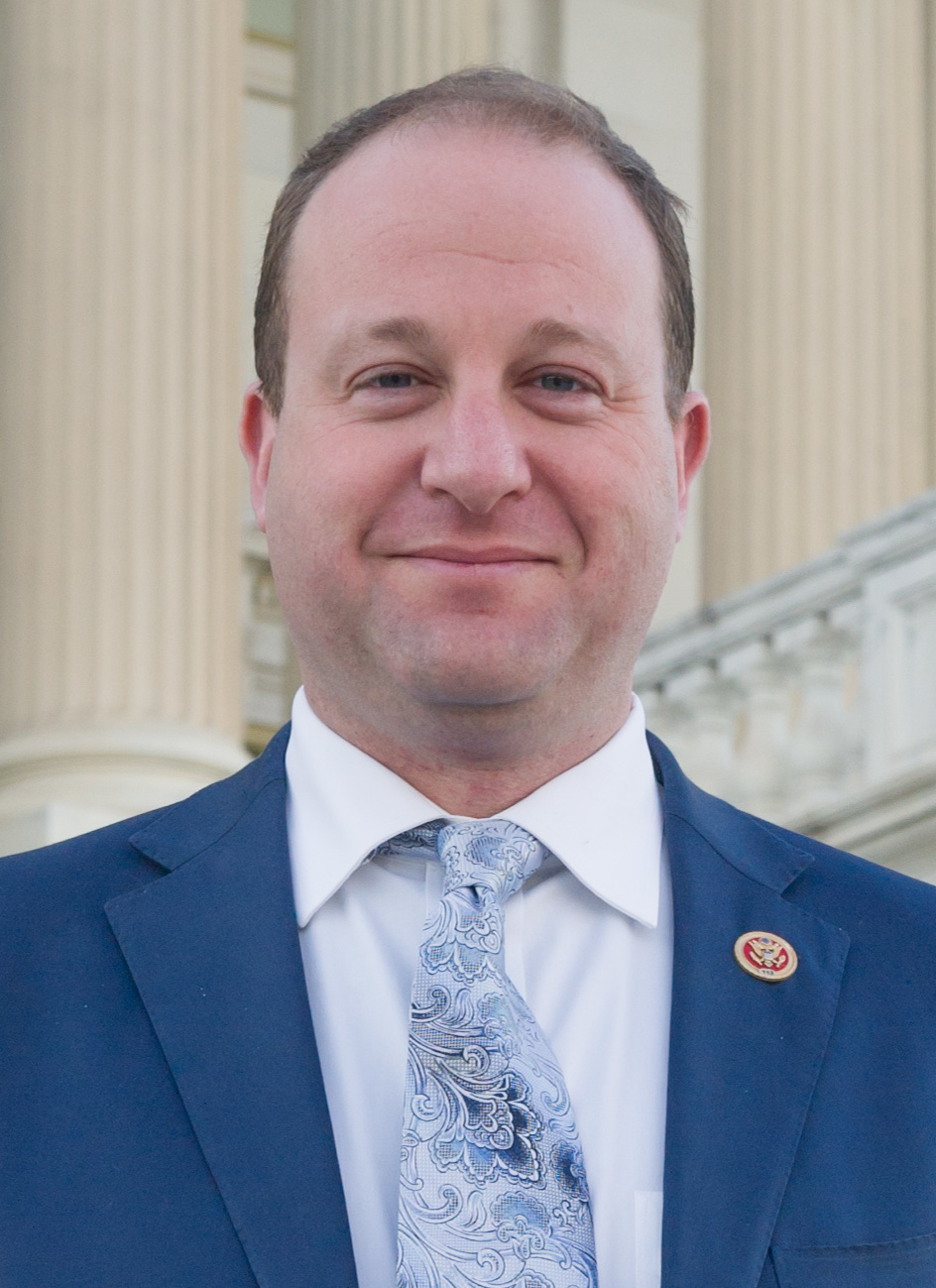
Le gouverneur du Colorado, Jared Polis.
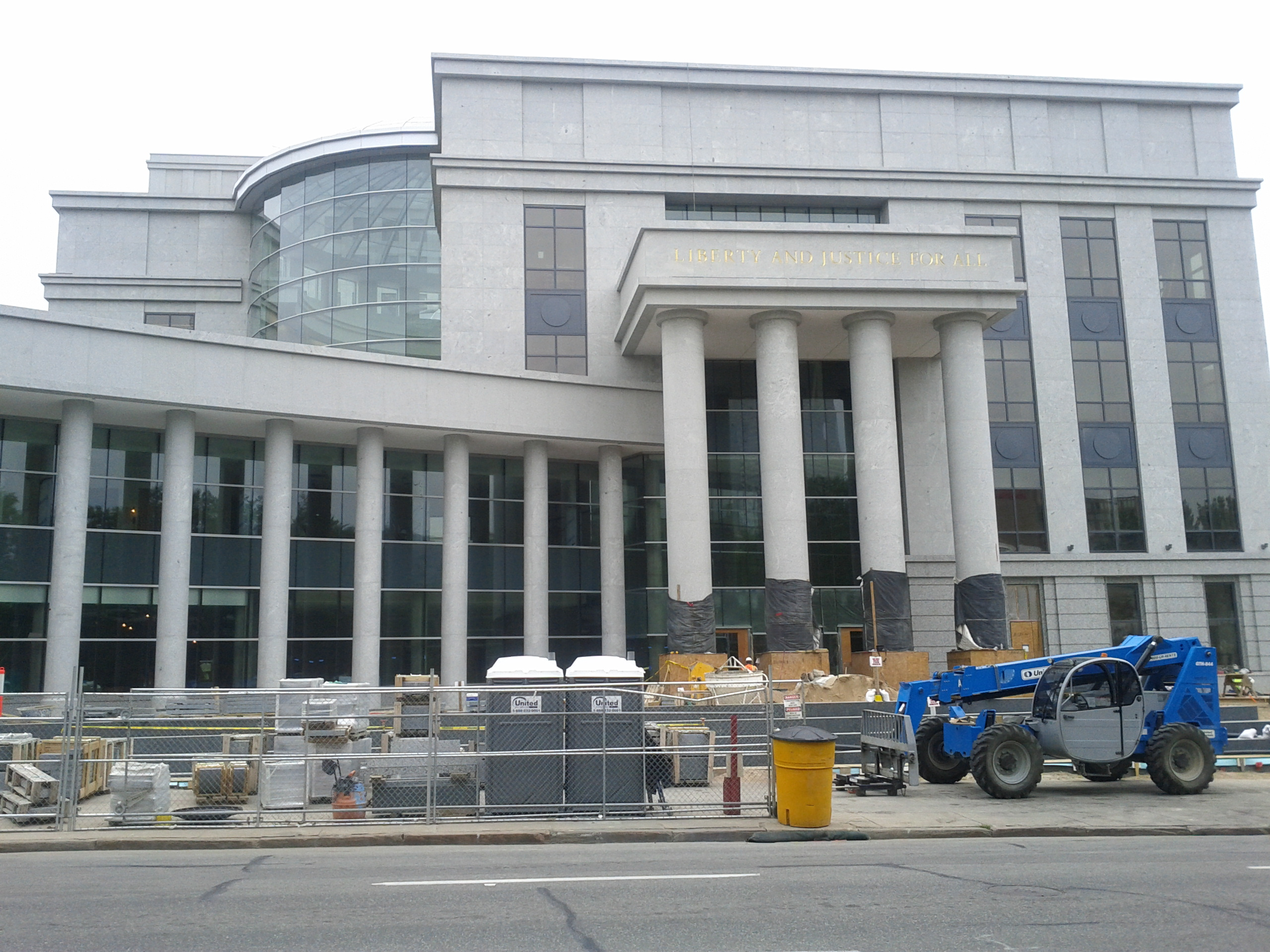
La Cour suprême du Colorado.

#### Municipalités
L'État du Colorado est constitué de 271 municipalités. Elles sont gouvernées selon un des cinq types d'autorité gouvernante municipale accordés par l'État : les home rule cities et towns (régies par leur charte municipale), les statutory cities et towns (régies par la loi) et les deux villes-comtés (Denver et Broomfield).

## Économie
Au milieu du XIXe siècle, l'économie du Colorado décolla grâce aux minerais d'or et d'argent, grâce à l'agriculture puis à l'élevage extensif. Après la Grande Dépression des années 1930, l'État retrouva une certaine prospérité économique avec l'implantation de bases militaires (Colorado Springs) et d'agences fédérales (NOAA, National Institute of Standards and Technology, Institut d'études géologiques des États-Unis). À la suite de l'installation du commandement spatial américain (US Space Command) à Colorado Springs, des industries de pointe telles que Lockheed Martin se sont implantées dans la région.
Dans la seconde moitié du XXe siècle, l'économie de l'État se diversifia et s'orienta notamment vers les industries de pointe en relation avec des centres de recherche scientifique.
Le tourisme est l'un des principaux moteurs économiques de cet État.
En 2003, le revenu par habitant était de 34 561 dollars (8e rang des États-Unis).

### Secteur primaire

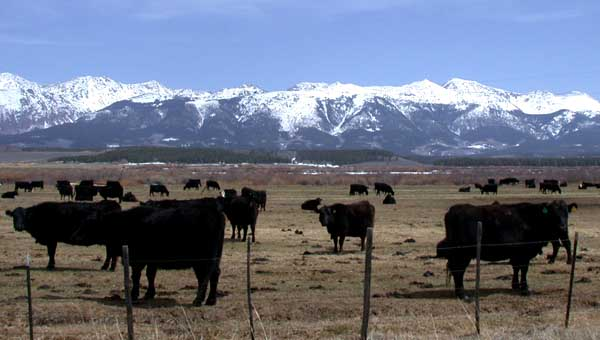
Paysage près de Walden, dans le nord de l'État.

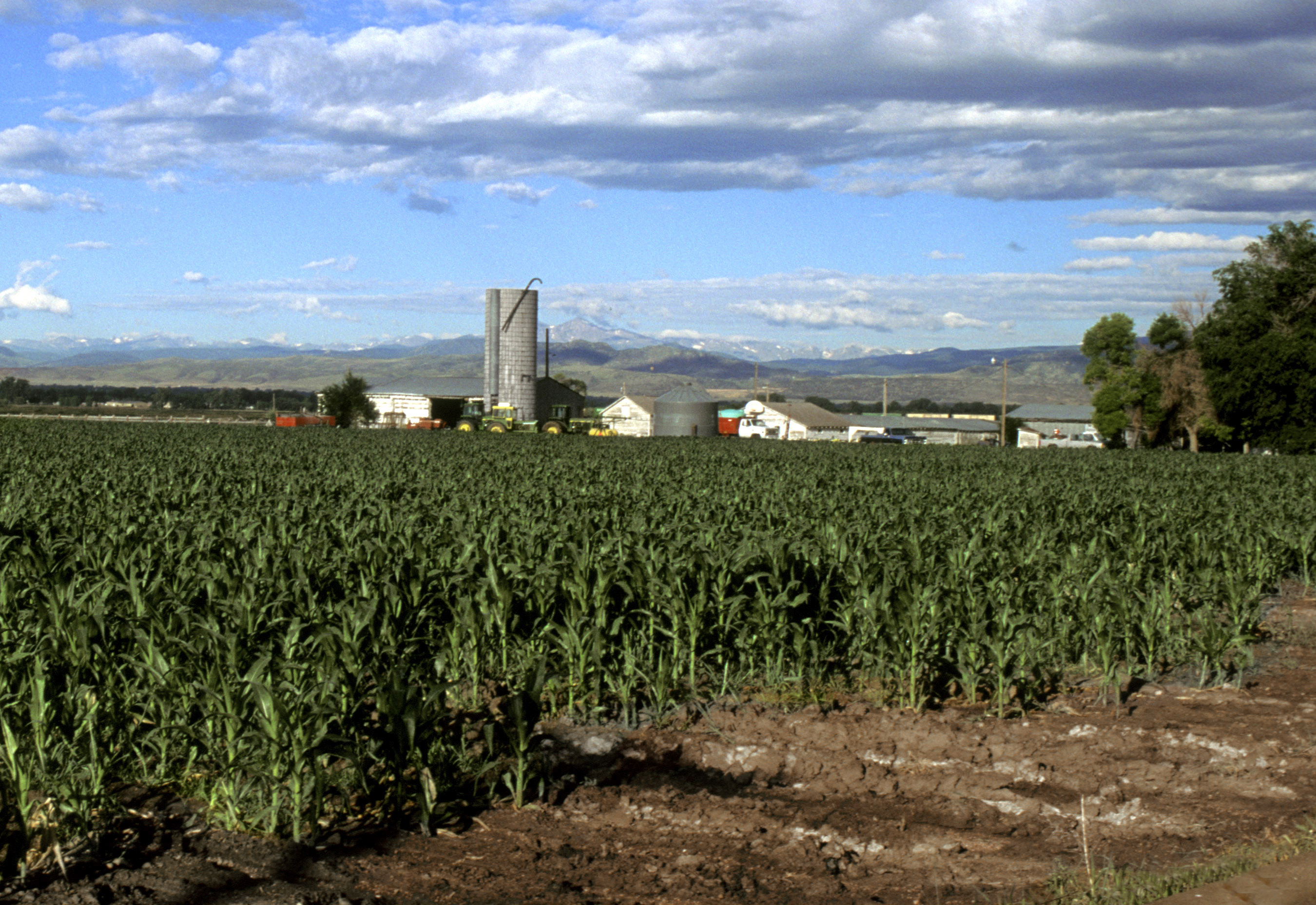
Champ de maïs au Colorado.

- Agriculture irriguée : céréales, blé d'hiver
- Cultures sèches
- Élevage (ranching)
- Exploitation du bois
- Mines d'or et d'argent (en grande partie épuisées)
- Gisements d'uranium

### Secteur tertiaire

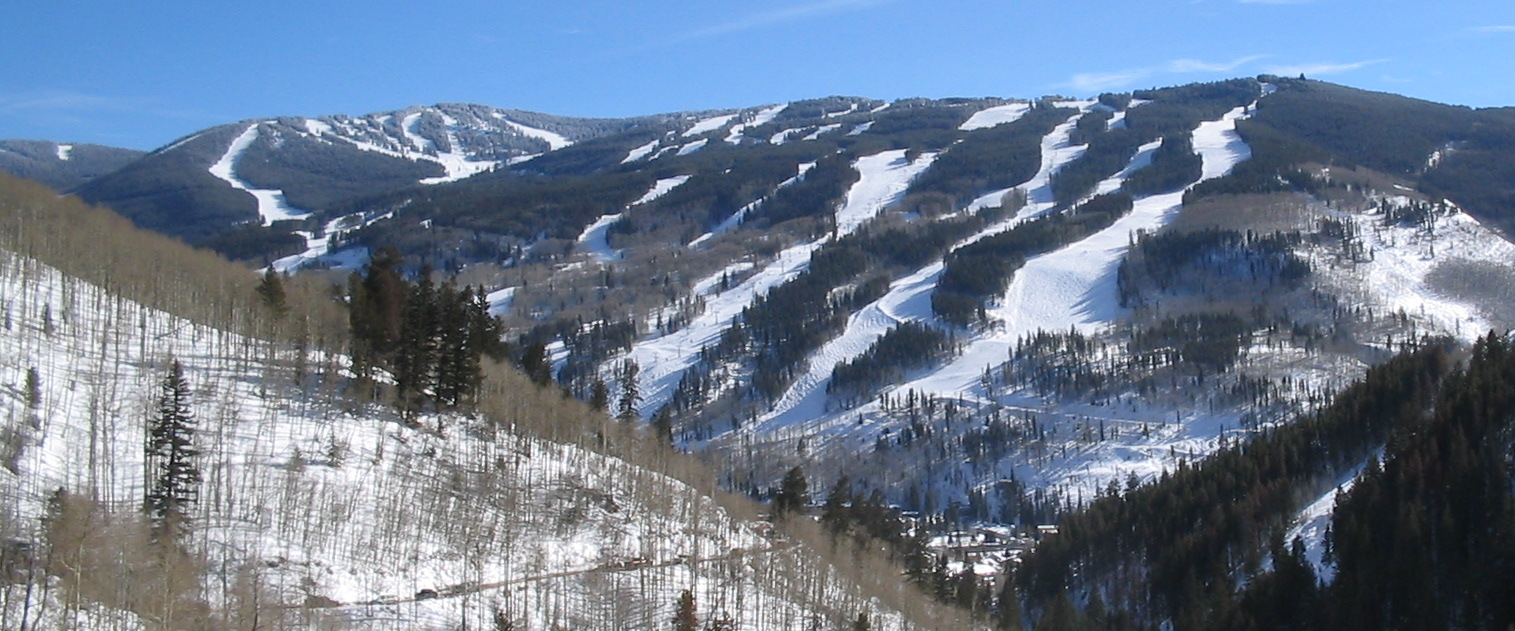
Domaine skiable de Vail, Colorado, États-Unis d'Amérique.

Le Colorado a de nombreux atouts touristiques. Bien desservi par l’aéroport de Denver qui est l'un des plus grands du monde ainsi que l'un des plus fréquentés au monde.
Il attire notamment par ses stations de ski :
- Aspen
- Vail
- Crested Butte
- Steamboat Springs.

## Culture
Dans la série animée South Park, la ville fictive de South Park est située dans le comté de Park, au centre du Colorado. La ville de Fairplay, dans la vallée de South Park, est la seule localité importante du comté. Les créateurs de la série, Matt Stone et Trey Parker, ont tous les deux grandi dans le Colorado.

### Éducation
- Adams State College (en)
- Colorado Christian University (en)
- Colorado College
- Colorado School of Mines
- Colorado State University System
- Université d'État du Colorado
- Université d'État du Colorado à Pueblo
- Colorado Technical University (en)
- Denver Seminary
- Fort Lewis College
- Heritage College & Heritage Institute
- Iliff School of Theology
- Jones International University
- Mesa State College
- Metropolitan State College of Denver
- Naropa University
- National Technological University
- Nazarene Bible College
- Regis University
- Rocky Mountain College of Art and Design
- United States Air Force Academy
- University of Colorado System
- Université du Colorado à Boulder
- Université du Colorado à Colorado Springs
- Université du Colorado à Denver
- University of Colorado Health Sciences Center
- Université de Denver
- Université du Nord du Colorado
- Western State College

### Sport
- l'Avalanche du Colorado (LNH)
- les Broncos de Denver (NFL)
- les Nuggets de Denver (NBA)
- les Rockies du Colorado (MLB)

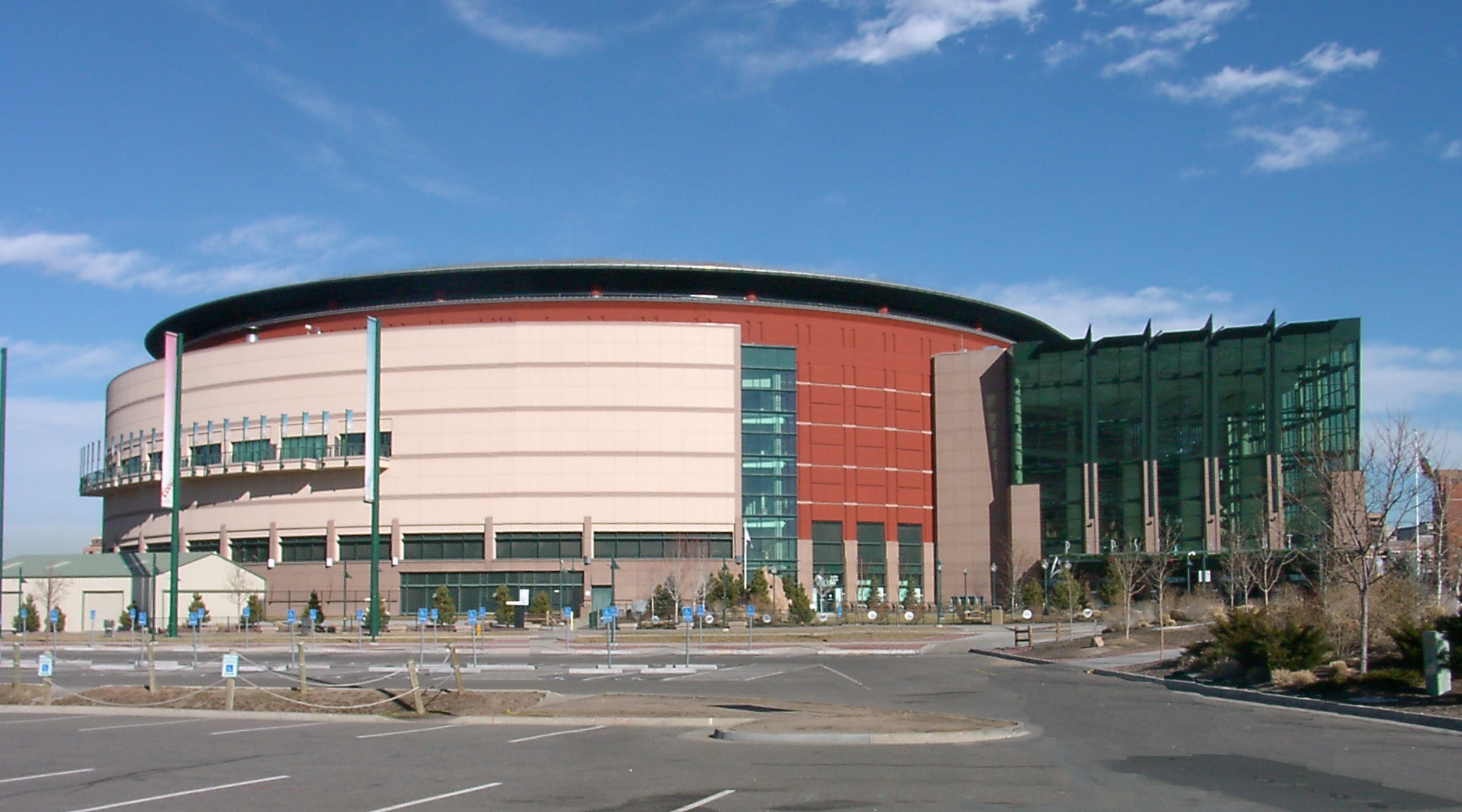
Ball Arena.

- les Mammoth du Colorado (en crosse)
- les Buffaloes du Colorado (NCAA)
- les Rams de Colorado State (NCAA)
- les Falcons de l'Air Force (NCAA)
- les Rapids du Colorado (MLS)
- Mikaela Shiffrin, championne Olympique de ski alpin à 18 ans (Sotchi, 2014)